# Adam Goldberg
Adam Charles Goldberg (ur. 25 października 1970 w Santa Monica) – amerykański aktor, reżyser, producent i kompozytor. Zazwyczaj obsadzany w filmach jako typowy młody nowojorczyk żydowskiego pochodzenia. Ten wizerunek sparodiował w filmie The Hebrew Hammer (2003).

## Życiorys

### Wczesne lata
Urodził się w Santa Monica w Kalifornii jako syn Donny (z domu Goebel) i Earla Goldbergów. Wychował się w okolicach Miami Beach. Jego ojciec jest Żydem, a matka katoliczką irlandzko-francusko-niemieckiego pochodzenia. Goldberg wychowany był w wierze żydowskiej, uczęszczał do szkoły hebrajskiej. Mimo pochodzenia odmówił uczestnictwa w uroczystości bar micwy. Uważał, że taki gest nie byłby szczery z jego strony, a byłby znieważeniem judaizmu.
Goldberg zafascynował się aktorstwem po obejrzeniu sztuki Shakespeare’a wystawionej przez szkolną klasę teatralną w Oakwood Secondary School w North Hollywood. Od tego momentu, jeszcze jako nastolatek, rozpoczął naukę aktorstwa na najróżniejszych warsztatach, w tym Lee Strasberg Theatre and Film Institute. W czasie studiów w Sarah Lawrence Collage w Yonkers można go było zobaczyć w licznych produkcjach teatralnych wystawianych wraz z innymi studentami na kampusie uniwersyteckim.

### Kariera
Pierwszą jego dużą rolą na szklanym ekranie była postać Eugina Gimela w komedii Komik na sobotę (Mr. Saturday Night, 1992), a kreacją, która na dobre rozpoczęła jego karierę w Hollywood był Mellish – żołnierz piechoty w kasowym filmie Stevena Spielberga Szeregowiec Ryan (Saving Private Ryan, 1998). Goldberg sprawdzał się doskonale w pierwszoplanowych rolach, jak w roli Shultza w serii Head Cases (2005) wytwórni FOX czy The Hebrew Hammer. Jednak najczęściej obsadzany był w drugoplanowych, lecz wyrazistych rolach.
Inne znaczące role w jego karierze to Jerry – ponury służący Christophera Walkena w thrillerze Armia Boga (The Prophecy, 1995), a także Eddie Menuek – niezrównoważony współlokator z sitcomu NBC Przyjaciele (Friends, 1996). Wystąpił też w czterech epizodach serii Ekipa jako Nick Rubinstain, syn zamożnego producenta filmowego. Użyczył swojego głosu w filmie Babe: Świnka w mieście (Babe: Pig in the City, 1998) i kreskówce produkcji wytwórni FOX Eek! The Cat (1992). Wziął udział w dokumencie The Fearless Freaks, opisującym powstawanie i rozwój grupy muzyków z Oklahomy – The Flaming Lips. Z tą grupą łączy go również film science fiction Święta Bożego Narodznia na Marsie (Christmas on Mars, 2008), w którym jest marsjańskim psychiatrą. Za scenariusz i reżyserię odpowiedzialny był lider grupy The Fearless Freak Wayne Coyne.
W roli reżysera, scenarzysty i producenta Goldberg wystąpił w filmach kinowych: Szkocka i mleko (Scotch and Milk, 1998) i I Love Your Work (2003) oraz telewizyjnym filmie dokumentalnym Running with the Bulls (2003).
Dał się poznać także jako kompozytor muzyki filmowej, którą można usłyszeć w wyprodukowanych przez niego filmach, jak również na płytach z muzyką rock i jazz, wliczając w to płytę Changes nagraną z perkusistą jazzowym Philem Maturano. Dzięki temu udowodnił, że jego rola artysty nie ogranicza się jedynie do gry aktorskiej, ale jest także poważnym muzykiem oddanym swojej pasji.

## Życie prywatne
Spotykał się z Natashą Lyonne (2001–2004), Christiną Ricci (2003–2007) i Julie Delpy. Ze związku z artystką i projektantką Roxanne Daner ma syna Buda (ur. w grudniu 2014).

## Filmografia

### Filmy fabularne
| Rok  | Tytuł                                                                                  | Rola                       | Reżyser |
| ---- | -------------------------------------------------------------------------------------- | -------------------------- | --- |
| 1992 | Babe Ruth (TV)                                                                         | Vendor                     | Mark Tinker |
| 1992 | Komik na sobotę (Mr. Saturday Night)                                                   | Eugene Gimbel              | Billy Crystal |
| 1993 | Uczniowska balanga (Dazed and Confused)                                                | Mike Newhouse              | Richard Linklater |
| 1993 | Szalony zięć (Son in Law)                                                              | Indian                     | Steve Rash |
| 1995 | Armia Boga (The Prophecy)                                                              | Jerry                      | Gregory Widen |
| 1995 | Przed wschodem słońca (Before Sunrise)                                                 | człowiek śpiący w pociągu  | Richard Linklater |
| 1995 | Studenci (Higher Learning)                                                             | David Isaacs               | John Singleton |
| 1996 | Daleko od domu 2: Zagubieni w San Francisco (Homeward Bound II: Lost in San Francisco) | Pete (głos)                | David R. Ellis |
| 1997 | Heavy Gear (gra wideo)                                                                 | głos                       | Tim Morten |
| 1998 | Babe: Świnka w mieście (Babe: Pig in the City)                                         | Flealick (głos)            | George Miller |
| 1998 | Szeregowiec Ryan (Saving Private Ryan)                                                 | Stanley Mellish            | Steven Spielberg |
| 1998 | Jakaś dziewczyna (Some Girl)                                                           | Freud                      | Rory Kelly |
| 1998 | Szkocka i mleko (Scotch and Milk)                                                      | Jim                        | Adam Goldberg (także scenariusz i montaż)                                                                                  |
| 1999 | Ed TV                                                                                  | John                       | Ron Howard |
| 1999 | True Love (TV)                                                                         |                            | Michael Lembeck |
| 2000 | Clayton                                                                                |                            | Eric Fogel |
| 2000 | Sunset Strip                                                                           | Marty Shapiro              | Adam Collis |
| 2001 | Piękny umysł (A Beautiful Mind)                                                        | Sol                        | Ron Howard |
| 2001 | Zdaniem Spencera (According to Spancer)                                                | Feldy                      | Shane Edelman |
| 2001 | Fast Sofa                                                                              | Jack Weis                  | Salomé Breziner |
| 2001 | All Over the Guy                                                                       | Brett Miles Sanford        | Julie Davis |
| 2001 | Życie świadome (Walking Life)                                                          | jeden z czterech mężczyzn  | Richard Linklater |
| 2002 | Jezioro Salton (The Salton Sea)                                                        | Kujo                       | D.J. Caruso |
| 2002 | Flashpoint (TV)                                                                        | Silas                      | Félix Enríquez Alcalá |
| 2003 | Jak stracić chłopaka w 10 dni (How to lose a Guy in 10 days)                           | Tony                       | Donald Petrie |
| 2003 | The Hebrew Hammer                                                                      | Mordechai Jefferson Carver | Jonathan Kesselman |
| 2003 | I Love Your Work                                                                       |                            | Adam Goldberg (także scenariusz, producent i montaż; kompozytor „Sunday I”, „Stopwatch”, „Best of Sunday”, „Laundry Song”) |
| 2003 | Running with the Bulls                                                                 |                            | Adam Goldberg (także kompozytor, producent i montaż)                                                                       |
| 2004 | Frankenstein (TV)                                                                      | detektyw Michael Sloane    | Marcus Nispel |
| 2004 | My Life, Inc. (TV)                                                                     | Carter Bohlander           | Terry Hughes |
| 2006 | Trzymaj ze Steinami (Keeping Up with the Steins)                                       |                            | Scott Marshall |
| 2006 | Człowiek z miasta (Man About Town)                                                     | Phil Balow                 | Mike Binder |
| 2006 | Stay Alive                                                                             | Miller Banks               | William Brent Bell |
| 2006 | Deja Vu (Déjà Vu)                                                                      | dr Alexander Danny         | Tony Scott |
| 2007 | Dwa dni w Paryżu (2 Days in Paris)                                                     | Jack                       | Julie Delpy |
| 2007 | Zodiak (Zodiac)                                                                        | Duffy Jennings             | David Fincher |
| 2007 | Nancy Drew i tajemnice Hollywood (Nancy Drew)                                          | arogancki Reżyser Andy     | Andrew Fleming |
| 2007 | Marlowe (TV)                                                                           | Frank Olmeier              | Rob Bowman |
| 2008 | Święta Bożego Narodznia na Marsie (Christmas on Mars)                                  | psychiatra Marsianin       | Wayne Coyne |
| 2008 | Miasto śmierci (From Within)                                                           | Roy                        | Phedon Papamichael |
| 2008 | Kate Wakes (film krótkometrażowy)                                                      | Jared                      | Jasmine Kosovic |
| 2009 | Landy's BFF (film krótkometrażowy)                                                     |                            | Abram Cox |
| 2009 | Bez tytułu ((Untitled))                                                                | Adrian Jacobs              | Jonathan Parker |
| 2010 | Norman                                                                                 | Pan Angelo                 | Jonathan Segal |
| 2010 | Przygoda w Paryżu (A Monster in Paris)                                                 | Raoul (głos)               | Bibo Bergeron |
| 2010 | Panna Nikt (Miss Nobody)                                                               | Bill Malloy                | Tim Cox |
| 2013 | Anna Nicole (TV)                                                                       | Howard Stern               | Mary Harron |

### Seriale TV
| Rok       | Tytuł                                                              | Rola                        | Uwagi                    |
| --------- | ------------------------------------------------------------------ | --------------------------- | ------------------------ |
| 1990      | Projektantki (Designing Women)                                     | Oreo Person                 | 1 odcinek                |
| 1991      | Murphy Brown                                                       | Donald Klein                | 1 odcinek                |
| 1992      | Eek! The Cat                                                       | głosy                       | nieznana liczba odcinków |
| 1992      | Jack's Place                                                       |                             | 1 odcinek                |
| 1993      | The Jackie Thomas Show                                             | Larry                       | 1 odcinek                |
| 1995      | Ostry dyżur (ER)                                                   | Joshua Shem / Pan Sullivan  | 1 odcinek                |
| 1995      | Double Rush                                                        | Leo                         | 13 odcinków              |
| 1996      | Miłość czy kochanie (Relativity)                                   | Doug                        | 5 odcinków               |
| 1996      | Przyjaciele (Friends)                                              | Eddie Menuek                | 3 odcinki                |
| 1996      | Gwiezdna eskadra (Space: Above and Beyond)                         | sierżant Louie Fox          | 1 odcinek                |
| 1996      | Nowojorscy gliniarze (NYPD Blue)                                   | Bloom                       | 1 odcinek                |
| 2000      | Po tamtej stronie (The Outer Limits)                               | Sid Camden / Chad Warner    | 1 odcinek                |
| 2000–2001 | Ulica (The $treet)                                                 | Evan Mitchell               | 12 odcinków              |
| 2001      | Will & Grace                                                       | Kevin Wolchek               | 1 odcinek                |
| 2003      | Mów mi swatka (Miss Match)                                         | Jared                       | 1 odcinek                |
| 2004      | Ekipa (Entourage)                                                  | Nick Rubenstein             | 4 odcinki                |
| 2004      | Kancelaria adwokacka (The Practice)                                | Noah Burke                  | 1 odcinek                |
| 2005      | Head Cases                                                         | Russell Shultz              | 5 odcinków               |
| 2005      | Prawo i porządek: Zbrodniczy zamiar (Law & Order: Criminal Intent) | Victor Garros               | 1 odcinek                |
| 2005−2006 | Joey                                                               | James „Jimmy” Costa         | 8 odcinków               |
| 2006      | Na imię mi Earl (My Name is Earl)                                  | Philo                       | 1 odcinek                |
| 2007      | Medium                                                             | Bruce Rossiter              | 1 odcinek                |
| 2009      | Wzór (Numb3rs)                                                     | Chris McNall                | 1 odcinek                |
| 2009      | Komisariat drugi (The Unusuals)                                    | detektyw Eric Delahoy       | 10 odcinków              |
| 2011      | The Trivial Pursuits of Arthur Banks                               | Arthur Banks                | nieznana liczba odcinków |
| 2011      | Białe kołnierzyki (White Collar)                                   | Jason Lang                  | 1 odcinek                |
| 2011      | Traffic Light                                                      | Reggie                      | 1 odcinek                |
| 2012      | NYC 22                                                             | oficer Ray „Lazarus” Harper | 13 odcinków              |
| 2013      | Franklin & Bash                                                    | August West / Tim West      | 1 odcinek                |
| 2014      | Fargo                                                              | Pan Numbers                 | 5 odcinków               |